# Vladimir Borisovič Braginski
Vladimir Borisovič Braginski (rusko Влади́мир Бори́сович Браги́нский), ruski fizik, * 3. avgust 1931, Moskva, Sovjetska zveza (sedaj Rusija), † 29. marec 2016, Moskva.
Braginski je raziskoval na področju točnih in kvantnih meritev, zaznave gravitacijskega valovanja, sistemih z nizkim razsipom in osnovnih termodinamičnih fluktuacij.

## Življenje in delo
Diplomiral je leta 1954 na Fizikalni fakulteti (Fizfak) Državne univerze v Moskvi, kjer je najprej na Fizikalni fakulteti postal starejši laborant in nato asistent. Z eksperimentalno fiziko se je začel ukvarjati leta 1955. Doktoriral je leta 1959. Opravljal je pomembne poskuse iz splošne teorije relativnosti in kvantne mehanike. Leta 1969 je postal profesor na Državni univerzi.
Leta 1971 je skupaj z V. I. Panovom ponovno meril enakosti pospeševalne in težnostne mase s preskusom s prečko, (ničti preskus splošne teorije relativnosti). Preskus je bil podoben Rollovem preskusu, kjer sta uporabila štiri uteži iz aluminija in štiri uteži iz platine. Dosegla sta relativno napako meritve do 10-12.
V letu 1977 je skupaj s Cavesom in Thorneom izvedel nov preskus STR, (5. preskus STR). Dve v nasprotnih smereh vrteči se telesi imata do štirinajstkrat večjo gravitacijsko privlačno silo od Newtonove gravitacijske sile. 
Poskusi, ki sta jih opravila Braginski in Dicke, so pokazali, da ne obstaja polje dolgega obsega, ki bi bilo povezano s kvantno značilnostjo, ki jo označuje barionsko število. Zaradi tega črna luknja krši zakon o ohranitvi barionskega števila.